# Trofeo Melinda
El Trofeo Melinda es una carrera ciclista profesional de un día italiana que se disputa en la región de Trentino-Alto Adigio.
Creada en 1992 desde la creación de los 2005 Circuitos Continentales UCI forma parte del UCI Europe Tour, dentro de la categoría 1.1.
Tiene su salida en la localidad de Malè y tiene la meta en Fondo.
En la edición de 2013 y 2014, la carrera se tomó como el campeonato italiano de ruta.

## Palmarés
| Año  | Ganador              | Segundo              | Tercero              |
| ---- | -------------------- | -------------------- | -------------------- |
| 1992 | Maurizio Fondriest   | Gianni Bugno         | Viacheslav Yekímov   |
| 1993 | Stefano della Santa  | Mauro Gianetti       | Wladimir Belli       |
| 1994 | Massimo Podenzana    | Francesco Casagrande | Gianni Faresin       |
| 1995 | Pascal Richard       | Felice Puttini       | Gianni Faresin       |
| 1996 | Andrea Tafi          | Massimo Podenzana    | Filippo Casagrande   |
| 1997 | Michele Bartoli      | Wladimir Belli       | Stefano Checchin     |
| 1998 | Rodolfo Ongarato     | Alessandro Baronti   | Dario Frigo          |
| 1999 | Mauro Gianetti       | Carlo Finco          | Andrea Ferrigato     |
| 2000 | Gorazd Stangelj      | Michele Bartoli      | Oscar Mason          |
| 2001 | Francesco Casagrande | Gianni Faresin       | Patrice Halgand      |
| 2002 | Laurent Dufaux       | Francesco Casagrande | Davide Rebellin      |
| 2003 | Francesco Casagrande | Davide Rebellin      | Danilo Di Luca       |
| 2004 | Davide Rebellin      | Paolo Tiralongo      | Dario Frigo          |
| 2005 | Damiano Cunego       | Stefano Garzelli     | Luca Mazzanti        |
| 2006 | Stefano Garzelli     | Giovanni Visconti    | Santo Anzà           |
| 2007 | Santo Anzà           | Luca Mazzanti        | Volodymyr Zagorodny  |
| 2008 | Leonardo Bertagnolli | Stefano Garzelli     | Mauro Finetto        |
| 2009 | Giovanni Visconti    | Stefano Garzelli     | Miguel Ángel Rubiano |
| 2010 | Vincenzo Nibali      | Vladislav Borisov    | Giovanni Visconti    |
| 2011 | Davide Rebellin      | Miguel Ángel Rubiano | Domenico Pozzovivo   |
| 2012 | Carlos Betancur      | Moreno Moser         | Giampaolo Caruso     |
| 2013 | Ivan Santaromita     | Michele Scarponi     | Davide Rebellin      |
| 2014 | Vincenzo Nibali      | Davide Formolo       | Matteo Rabottini     |

## Palmarés por países
| País      | Victorias |
| --------- | --------- |
| Italia    | 17        |
| Suiza     | 3         |
| Eslovenia | 1         |
| Colombia  | 1         |